# 鍾山区
鐘山区（しょうさん-く）は中華人民共和国貴州省六盤水市に位置する市轄区。

## 行政区画
下部に9街道、5鎮、3民族郷を管轄する。
- 街道
  - 黄土坡街道、紅岩街道、荷泉街道、荷城街道、楊柳街道、鳳凰街道、徳塢街道、月照街道、双戛街道
- 鎮
  - 大河鎮、大湾鎮、汪家寨鎮、木果鎮、保華鎮
- 民族郷
  - 南開ミャオ族イ族郷、青林ミャオ族イ族郷、金盆ミャオ族イ族郷

## 交通

### 航空
- 六盤水月照空港

### 鉄道
- 中国国家鉄路集団
  - 安六高速線（中国語版）
  - 滬昆線

（昆明方面）- 六盤水駅 - 水城駅 -（区外通過）- 濫壩駅 -（貴陽方面）
  - 水紅線

六盤水駅 - 曹家湾駅 - 六盤水南駅 -（紅果方面）